# Halterofilismo nos Jogos Olímpicos de Verão de 2012 - Até 56 kg masculino
A competição da categoria até 56 kg masculino do halterofilismo nos Jogos Olímpicos de Verão de 2012 foi realizada no dia 29 de julho no ExCeL, em Londres.
Originalmente o azeri Valentin Hristov conquistou a medalha de bronze, mas em 29 de março de 2019 foi desclassificado retroativamente pelo Comitê Olímpico Internacional por uso de turinabol oral. A medalha foi realocada pela Federação Internacional de Halterofilismo.

## Calendário
Horário local (UTC+1)
| Dia         | Horário | Fase    |
| ----------- | ------- | ------- |
| 29 de julho | 10:00   | Grupo B |
| 29 de julho | 19:00   | Grupo A |

## Recordes
Antes desta competição, os recordes mundiais e olímpicos da prova eram os seguintes:
| Recorde mundial  | Arranque  | TUR Halil Mutlu | 138 kg   | Antália, Turquia    | 4 de novembro de 2001  |
| Recorde mundial  | Arremesso | TUR Halil Mutlu | 168 kg   | Trenčín, Eslováquia | 24 de abril de 2001    |
| Recorde mundial  | Total     | TUR Halil Mutlu | 305 kg   | Sydney, Austrália   | 16 de setembro de 2000 |
| Recorde olímpico | Arranque  | TUR Halil Mutlu | 137,5 kg | Sydney, Austrália   | 16 de setembro de 2000 |
| Recorde olímpico | Arremesso | TUR Halil Mutlu | 167,5 kg | Sydney, Austrália   | 16 de setembro de 2000 |
| Recorde olímpico | Total     | TUR Halil Mutlu | 305 kg   | Sydney, Austrália   | 16 de setembro de 2000 |

Depois da competição, um recorde foi quebrado e outro igualado:
| Recorde olímpico | Arremesso | PRK Om Yun-chol | 168 kg | Londres, Grã-Bretanha | 30 de julho de 2012 |

Om Yun-chol usando a técnica arremesso, iguala o recorde mundial levantado por Halil Mutlu em 2001 (168 kg).

## Medalhistas
| Ouro   | PRK Om Yun-chol       |
| Prata  | CHN Wu Jingbiao       |
| Bronze | VIE Trần Lê Quốc Toàn |

## Resultados
Nessa edição, participaram 17 atletas.
| Pos.              | Nome                  | Grupo | Peso  | Arranque (kg) | Arranque (kg) | Arranque (kg) | Arranque (kg) | Arremesso (kg) | Arremesso (kg) | Arremesso (kg) | Arremesso (kg) | Total (kg) |
| Pos.              | Nome                  | Grupo | Peso  | 1             | 2             | 3             | Res.          | 1              | 2              | 3              | Res.           | Total (kg) |
| ----------------- | --------------------- | ----- | ----- | ------------- | ------------- | ------------- | ------------- | -------------- | -------------- | -------------- | -------------- | ---------- |
| Medalha de ouro   | PRK Om Yun-chol       | B     | 55.76 | 120           | 125           | 125           | 125           | 160            | 165            | 168            | 168            | 293        |
| Medalha de prata  | CHN Wu Jingbiao       | A     | 55.91 | 130           | 130           | 133           | 133           | 156            | 156            | 161            | 156            | 289        |
| Medalha de bronze | VIE Trần Lê Quốc Toàn | A     | 55.84 | 125           | 125           | 125           | 125           | 155            | 159            | 162            | 159            | 284        |
| 4                 | INA Jadi Setiadi      | B     | 55.48 | 121           | 125           | 127           | 127           | 150            | 150            | 156            | 150            | 277        |
| 5                 | MEX José Montes       | A     | 55.80 | 112           | 116           | 116           | 112           | 150            | 157            | 160            | 157            | 269        |
| 6                 | COL Sergio Rada       | A     | 55.89 | 118           | 118           | 121           | 118           | 148            | 151            | 155            | 151            | 269        |
| 7                 | COL Carlos Berna      | A     | 55.55 | 115           | 115           | 118           | 118           | 150            | 153            | 153            | 150            | 268        |
| 8                 | PRK Sin Chol-bom      | B     | 55.72 | 110           | 110           | 113           | 113           | 145            | 150            | 150            | 145            | 258        |
| 9                 | CUB Yasmani Romero    | B     | 55.95 | 112           | 112           | 116           | 112           | 142            | 146            | 146            | 146            | 258        |
| 10                | BEL Tom Goegebuer     | B     | 55.88 | 111           | 115           | 117           | 115           | 132            | 137            | 138            | 132            | 247        |
| 11                | FIJ Manueli Tulo      | B     | 55.77 | 100           | 105           | 110           | 105           | 128            | 132            | 132            | 128            | 233        |
| 12                | ITA Mirco Scarantino  | B     | 55.42 | 97            | 97            | 97            | 97            | 123            | 128            | 132            | 128            | 225        |
| —                 | CUB Sergio Álvarez    | A     | 55.96 | 117           | 121           | 125           | 121           | 150            | 150            | 150            | —              | —          |
| —                 | KGZ Bekzat Osmonaliev | A     | 55.93 | 120           | 125           | 127           | 127           | 147            | 147            | 147            | —              | —          |
| —                 | TUN Khalil El-Maaoui  | A     | 55.39 | 127           | 130           | 132           | 132           | —              | —              | —              | —              | —          |
| —                 | UZB Ruslan Makarov    | A     | 55.96 | 117           | 117           | 119           | 117           | 145            | 145            | 145            | —              | —          |
| —                 | AZE Valentin Hristov  | A     | 55.84 | 123           | 127           | 130           | 127           | 154            | 158            | 159            | 159            | 286 DSQ    |
| —                 | ROU Florin Croitoru   | A     | 55.90 | 121           | 125           | 125           | 121           | 145            | 145            | 147            | 147            | 268 DSQ    |

Legenda
| Recorde mundial      | Recorde mundial (World record)               |                       | Recorde africano                      | Recorde africano (African) |                                           | Q | Classificado por posição (Qualified) |
| Recorde olímpico     | Recorde olímpico (Olympic record)            | Recorde da América    | Recorde da América (Americas)         | q                          | Classificado por melhor tempo (Qualified) |   |                                      |
| Melhor marca do ano  | Melhor marca do ano (World leading)          | Recorde asiático      | Recorde asiático (Asian)              | DNS                        | Não largou (Did not start)                |   |                                      |
| Recorde nacional     | Recorde nacional (National record)           | Recorde europeu       | Recorde europeu (European)            | DNF                        | Não terminou (Did not finish)             |   |                                      |
| Recorde pessoal      | Recorde pessoal do atleta (Personal best)    | Recorde da Oceania    | Recorde da Oceania (Oceania)          | DSQ / DQ                   | Desclassificado (Disqualified)            |   |                                      |
| Recorde da temporada | Recorde da temporada do atleta (Season best) | Recorde sul-americano | Recorde sul-americano (South America) | NM                         | Sem marca (No mark)                       |   |                                      |